# Gia To
 (juillet 2020).
Gia To, de son vrai nom Gia Dinh To, est une vidéaste, photographe, designeuse et journaliste française spécialisée dans les jeux vidéo et la tech. Elle est l’une des premières femmes journalistes dans ces domaines en France. Elle a aussi été chargée des opérations French Tech à Taïwan, pour Business France. Elle a créé sa chaine Youtube en 2020.

## Biographie
Née au Vietnam, elle est française de culture chinoise. Elle a commencé à jouer aux jeux vidéo dans son enfance. Très médiatisée à la suite de son passage sur la chaîne Game One, elle est aussi une des rares journalistes femmes dans la presse spécialisées dans les jeux vidéo et la tech dans les années 2000.

## Carrière

### Journaliste de jeux vidéo
Gia To est une journaliste de presse spécialisée en jeux vidéo notamment ceux d’origine japonaise. C’est une experte en retrogaming sur différents supports. Évoluant dans un monde essentiellement masculin (jeux vidéos et culture geek), elle est l’une des premières journalistes femme dans ce domaine.
Gia To a commencé comme pigiste avant de devenir rédactrice à plein temps, dans le magazine Consoles +. Elle est responsable des rubriques news, tests, et accessoires. Elle est aussi rédactrice en chef des hors-séries. 
De 2002 à 2005, elle rejoint l’équipe éditoriale de Game One comme journaliste/chroniqueuse. Elle présente quotidiennement des chroniques jeux vidéo dans la Game Zone.

### Designer industriel
Gia To a exercé en tant que designer industriel dans la société Isma en Chine, de 2008 à 2012.[réf. nécessaire] Son travail a été récompensé deux fois par le prix de design Red Dot Design Award, en 2010[réf. nécessaire] et 2011.

### French Tech
En 2017, Gia To devient responsable tech et services pour Business France. Elle est chargée de développer et de faire la promotion de la technologie française à Taïwan par exemple lors des salons Computex et Taipei Game Show.

## Divers

### Photographe
Gia To a appris la photographie en autodidacte avec le matériel argentique de son père. Ses photos sont parues dans différentes publications, dont : New York Times, The Guardian, Die Welt, Die Zeit, Le Nouvel Observateur, Tatler Magazine, Beijing News, Los Angeles Times, Los Angeles Daily News. 
Elle se spécialise dans les photos de scène, en particulier de spectacles de danse. Son style est caractérisé par la mise en valeur des sujets. Sa technique met en avant l’action et le mouvement.

#### Expositions
- Ferme des Arts, Vaison-la-Romaine, lors du Festival Vaison-Danses 2013[13]
- Office du tourisme de la Motte Chalancon en 2013[14]
- Lili Gallery, Taipei City, avec le groupe TEPC en 2015[15]
- Red Dot Design Award winner expo 2011 et 2012, Essen, Allemagne

#### Prix et récompenses
- Premier Prix des Photographies de l’année 2013[16],[17](concours réservé aux photographes professionnels), dans la catégorie Spectacle
- Prix Nouveau talent des Photographies de l'année 2013 (concours réservé aux photographes professionnels)
- Grand Prix du Jury de l’Agence Française pour le Développement (l'AFD), sur le thème "Terre de femmes"[18]
- Prix de la Photographie de Paris Px3  2014 Médaille d'argent[19]
- Prix de la Photographie de Paris Px3 2019 Médaille d'or[20]
- Prix de la Photographie de Paris Px3 209 Honorable mention[20]
- Black and White Spiders Awards 2013[21]
- Black and White Spiders Awards 2014[22]
- Black and White Spiders Awards 2018[23]
- Black and White Spiders Awards 2019 Honorable Mention[24]
- Visa talent international en Arts et Culture à Taïwan en 2019[25]

### Chaîne Youtube
Gia To créé sa chaîne Youtube Gia Photo Tech Jeux vidéo en 2020 dont l'objectif est de vulgariser le domaine de la technologie[réf. nécessaire].  